# Solidago caesia
Espèce
Solidago caesia, ou Verge d'or bleuâtre, est une espèce de plantes à fleurs de la famille des Asteraceae, originaire d'Amérique du Nord.

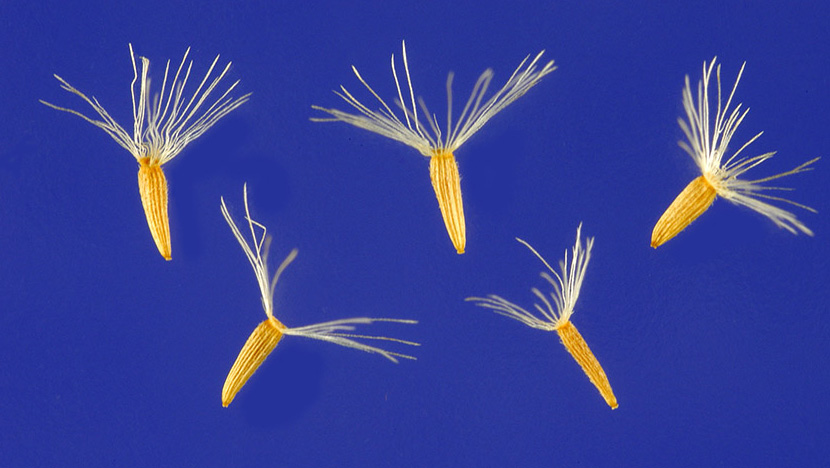
Akènes de Solidago caesia.

## Distribution
Le solidago caesia se retrouve principalement en Amérique du Nord, dans presque tous les États-Unis mais aussi à l'est du Canada (Ontario, Québec).

## Sous-espèces
D’après eFloras, Solidago caesia comprend deux sous-espèces :
- Solidago caesia var. caesia ;
- Solidago caesia var. zaedia.